# Mồi sống

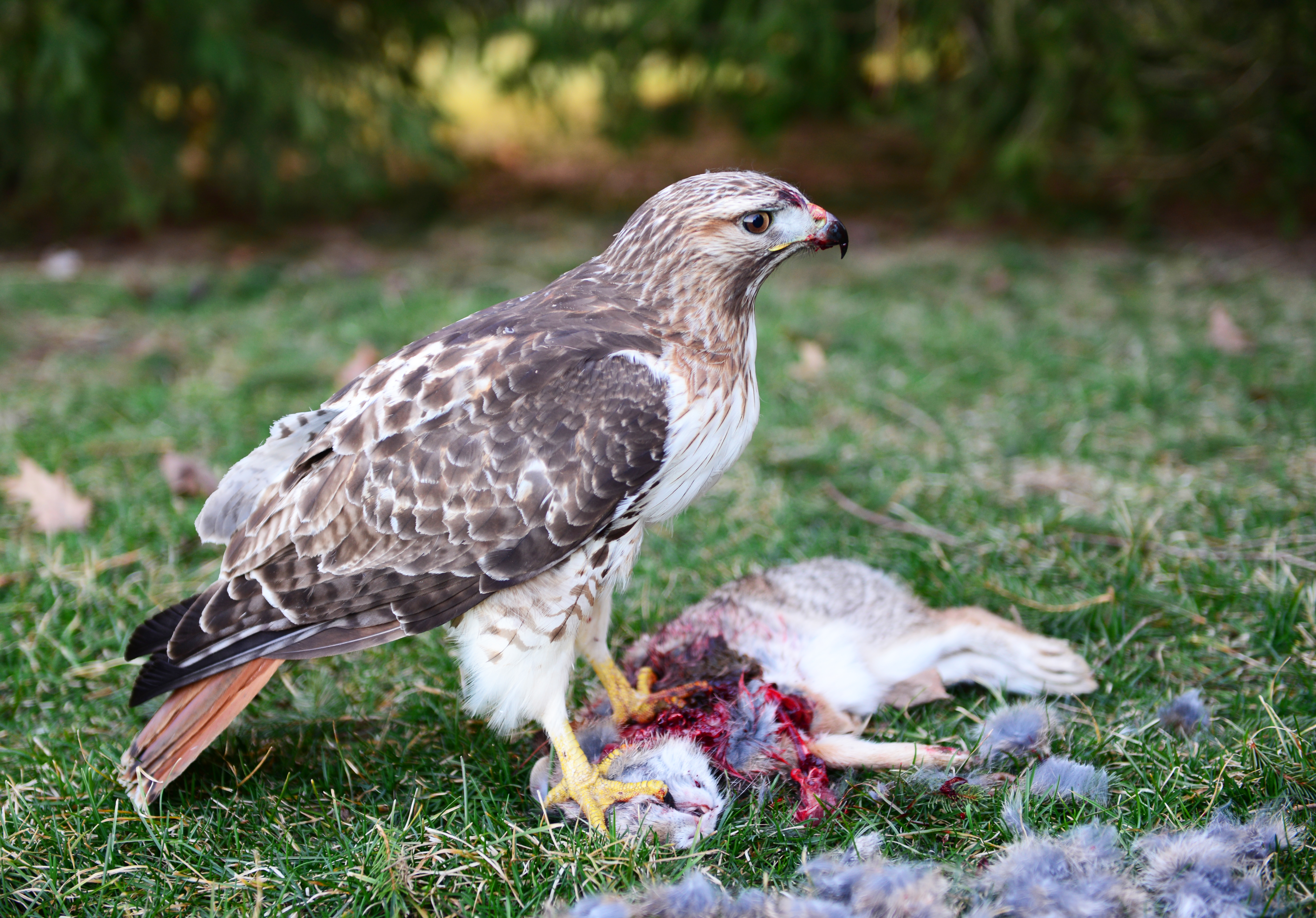
Một con thỏ làm mồi sống cho chim săn

Mồi sống (Live food) là thức ăn bằng động vật còn sống dành cho các loại động vật nuôi nhốt thuộc các loài động vật ăn thịt hoặc động vật ăn tạp được nuôi làm động vật cảnh, nói cách khác, các động vật nhỏ như côn trùng hoặc chuột hoặc nhiều loài to lớn hơn được nuôi để cung cấp cho các loài ăn thịt hoặc ăn tạp lớn hơn được nuôi trong sở thú hoặc làm vật nuôi trong gia đình. 

## Tổng quan
Mồi sống thường được sử dụng làm thức ăn sống cho nhiều loài thú nuôi độc lạ và các loài động vật được nuôi nhốt trong vườn thú, từ cá sấu đến rắn, ếch và thằn lằn cùng các loại bò sát khác nhau, nhưng cũng bao gồm các loài ăn thịt và ăn tạp khác mà không là bò sát hay lưỡng cư (ví dụ: chồn hôi là thú ăn tạp có thể được cho ăn một lượng mồi sống hạn chế, mặc dù đây không phải là thực tế phổ biến). Mồi sống phổ biến thường là dế (được sử dụng như một dạng thức ăn rẻ tiền cho các loài bò sát như rồng đất và thường có sẵn trong các cửa hàng vật nuôi), sâu sáp, sâu bột, rồi gián và cào cào, đến các loài chim nhỏ và thú nhỏ như chuột hoặc gà hoặc thỏ.
Nhiều loài động vật chẳng hạn như bò sát và lưỡng cư chỉ ăn mồi sống mà chúng không ăn những vật đã chết, nhiều loài thú săn mồi chỉ ăn những con mồi do chúng giết chết chứ không ăn những con vật đã chết hoặc xác thối, do đó khi nuôi những loài này phải chuẩn bị một lượng thức ăn là mồi sống để có sẵn cho chúng. Các động vật thường được cho ăn thức ăn tươi sống bao gồm rồng đất, thằn lằn báo đốm (Eublepharis) và các loài thằn lằn khác, nhiều loại rắn, rùa và cá ăn thịt, mặc dù các động vật khác, chẳng hạn như chồn hôi (đôi khi được nuôi làm thú cưng) là loài ăn tạp, cũng có thể ăn một số thức ăn sống.

## Các loại

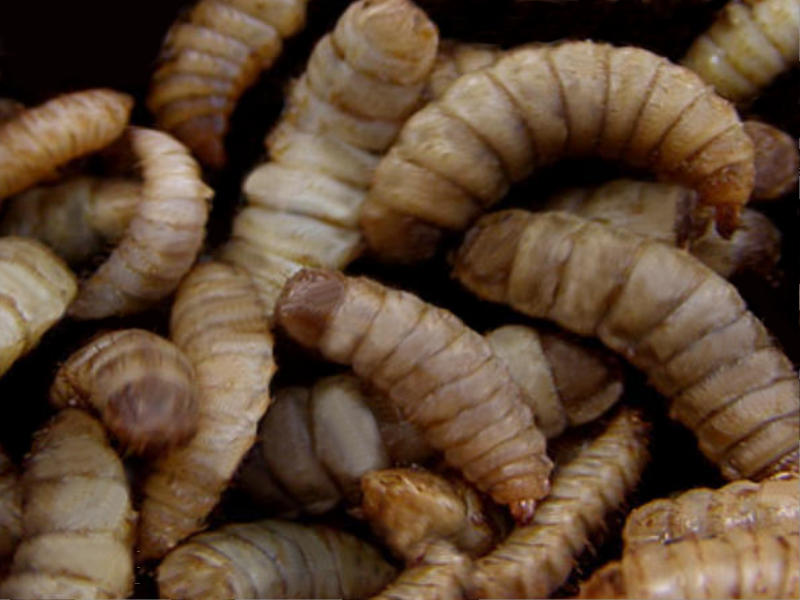
Mồi sống là giun trùng

Thức ăn sống thường có là các loài dế (ví dụ như các loài: Gryllus assimilis, Gryllus bimaculatus, Gryllodes sigillatus và Acheta domesticus), sâu sáp (Galleria mellonella), sâu bột (Tenebrio molitor), sâu gạo (Zophobas morio) và cào cào (một số loài thường thấy). Tuy nhiên có nhiều loài được sử dụng hơn như sâu bơ (Chilecomadia moorei), sâu non của loài Ruồi đen (Hermetia illucens), sâu trâu (Alphitobius diaperinus), mọt đậu, bọ Pachnoda marginata, giun đất, nhiều loài gián (thường gặp là Blatta lateralis và Blaptica dubia), tằm và nhiều loại nữa. Các loài côn trùng được sử dụng phổ biến nhất để làm thức ăn cho các loài bò sát nhỏ và lưỡng cư.
Một dạng thức ăn sống phổ biến khác, thường được sử dụng để nuôi rắn, là các loài gặm nhấm nhỏ. Loài gặm nhấm nhỏ được biết đến nhiều nhất được sử dụng để làm thức ăn sống là chuột; nhiều cửa hàng thú cưng mang theo rắn hoặc phục vụ cho chủ sở hữu rắn cũng mang theo "chuột mồi" vì lý do này. Người ta cũng thường cho bò sát ăn các loài gặm nhấm mới giết hoặc đông lạnh/rã đông vì hầu hết các loài bò sát sẽ dễ dàng chấp nhận chúng. Các sinh vật là lựa chọn phổ biến nhất cho thức ăn tươi sống, từ chuột mồi đến dế và sâu bột, thường được tự nhân giống nuôi nhốt và nuôi sinh sản trong điều kiện nuôi nhốt, và thường có thể được tìm thấy thông qua các cửa hàng vật nuôi địa phương và từ những người bán buôn hoặc "trang trại" nuôi chúng để bán.